# Carol (Al Stewart)
Carol is een single van Al Stewart. Het is afkomstig van zijn album Modern times. Het was de enige single afkomstig van dat album en daarmee ook de laatste single van Stewart, die via CBS verscheen. Carol gaat over mysterieuze vrouwen in willekeurige bars, waarop vervolgens de mannelijk gast direct verliefd wordt.
Next time, de B-kant kwam ook van genoemd album. Het is een gitaarduet met Dave Ellis in de traditie van John Renbourn en Bert Jansch.
Voor Carol was geen notering in welke hitparade dan ook weggelegd.